# Kukačkové hodiny

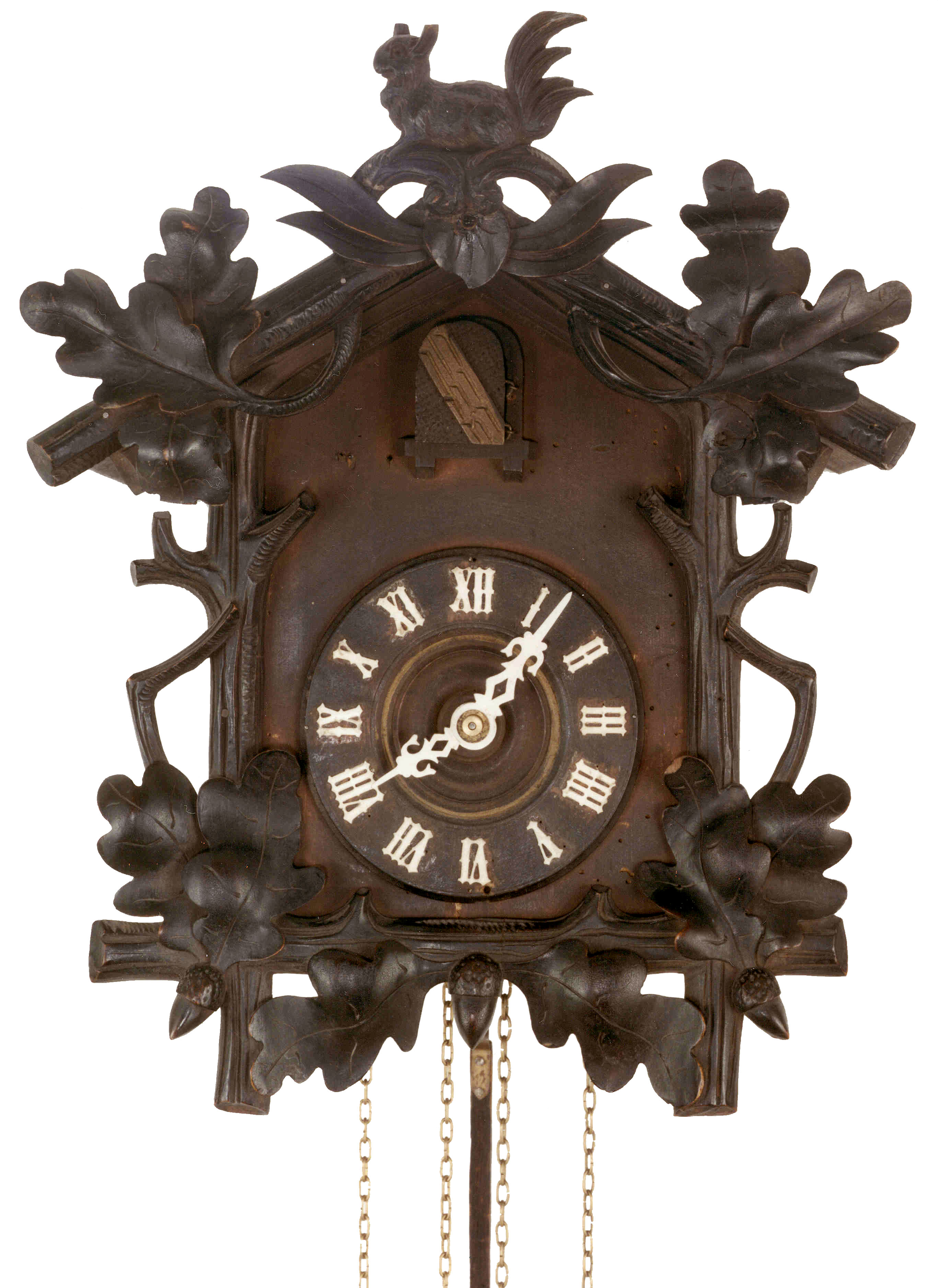
Kukačkové hodiny (konec 19. století)

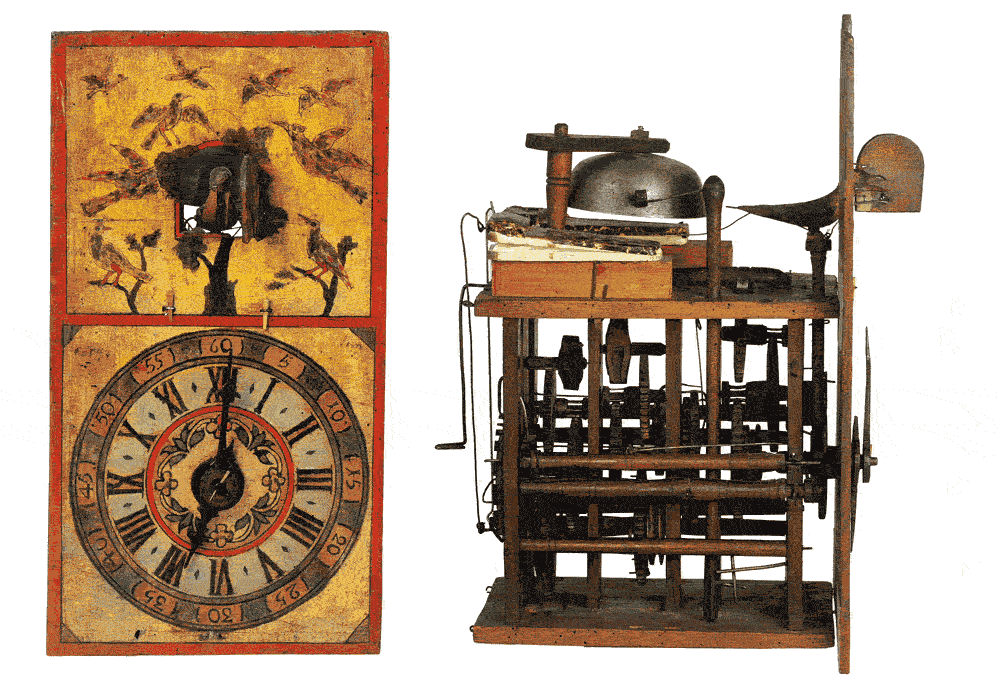
Dřevěné kukačkové hodiny, Schwarzwald, kolem 1770.

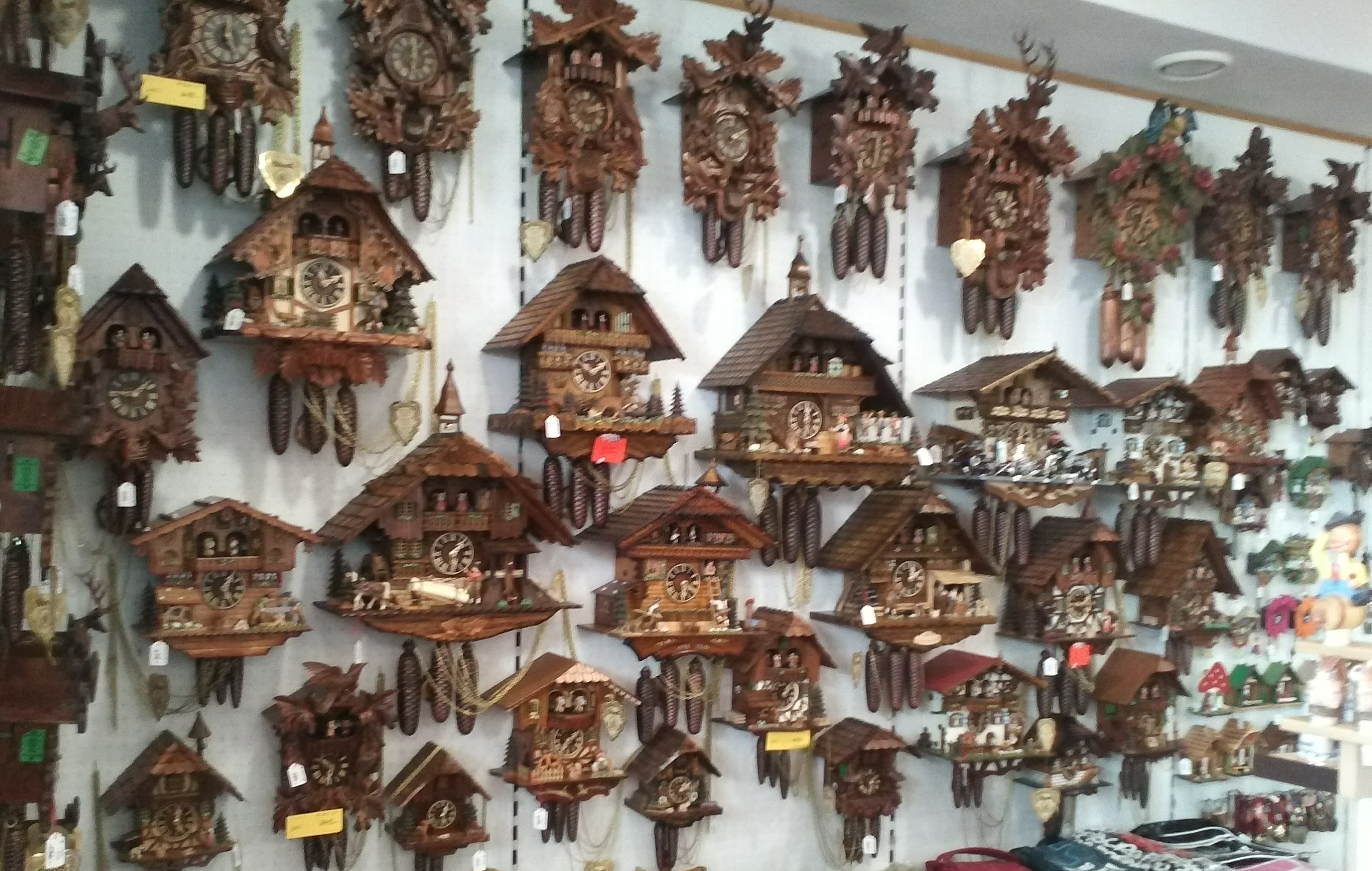
Kukačkové hodiny v obchodě ve Freiburgu

Kukačkové hodiny (hovorově kukačky) je druh jednoduchých kyvadlových hodin v dřevěné skříňce, která vypadá jako štít domku s dvířky nad ciferníkem. Na začátku každé hodiny se tato dvířka otevřou, objeví se v nich dřevěný ptáček a z hodin se ozve zvuk, připomínající kukačku. Počet zakukání udává denní nebo noční hodinu (1 až 12), podobně jako u bicích hodin.

## Mechanismus
Kukačkové hodiny mají jednoduchý „švarcvaldský“ stroj s hákovým krokem a běžným bicím zařízením. Místo úderu do gongu ale vystrčí ptáčka z dvířek a zvedne destičku dvojitého měchu, který při pohybu vzhůru a dolů vydá dva krátké tóny, vzdálené o tercii. Provedení bylo velmi jednoduché, vhodné pro domáckou výrobu.

## Historie
Kukačkové hodiny poprvé zmínil v 17. století jako kuriozitu Athanasius Kircher (1650), rozšířily se však až v období romantismu počátkem 19. století z německého Schwarzwaldu, kde se podomácku vyráběly dřevěné nástěnné hodiny. Původně měly dřevěná ozubená kola, od poloviny 19. století se do nich montovala továrně vyrobená kovová. 
Již nejstarší výrobky byly zdobeny mysliveckými motivy a motivy ptáků a listů. Od roku 1850 se též vyráběly kukačkové hodiny, jejichž vzhled a výzdoba připomínaly domek železničního hlídače.
Moderní kukačkové hodiny v levnějším provedení se vyrábějí i z plastu, často s elektronickým strojem a bez kyvadla. Takové jsou mnohdy dodávány asijskými výrobci, za tradiční se však považují především výrobky ze Schwarzwaldu. Pokud mají mechanickou kukačku, je mechanismus prakticky beze změny.